# 발파라이소주

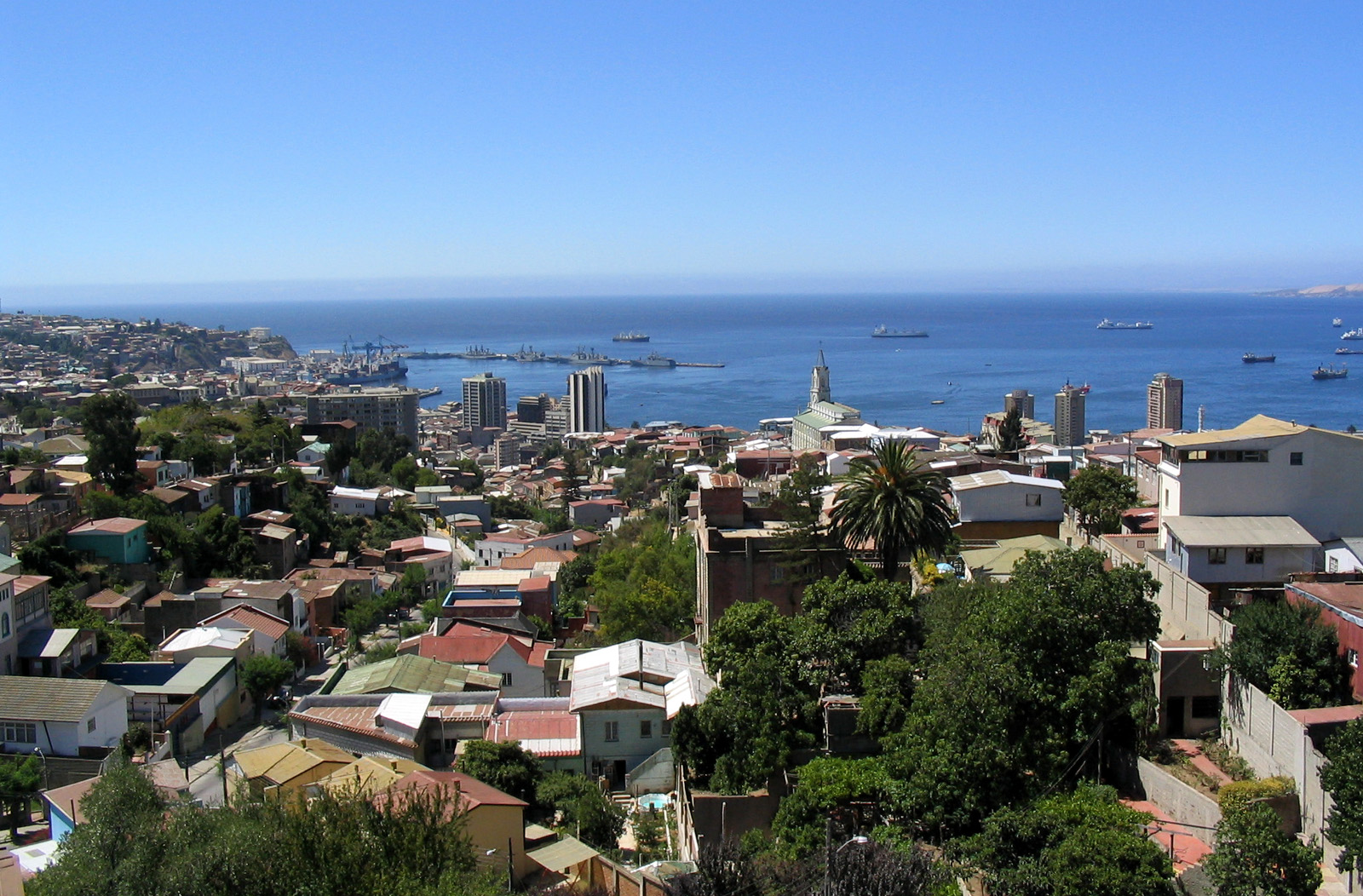
발파라이소주

발파라이소주의 위치

발파라이소주(스페인어: Región de Valparaíso)는 칠레 중부에 있는 주로 주도는 발파라이소이며 면적은 16,396.1 km2, 인구는 1,697,581명(2012년 기준)이다. 8개 현(이슬라데파스쿠아 현, 로스안데스 현, 마르가마르가 현, 페토르카 현, 키요타 현, 산안토니오 현, 산펠리페데아콩카과 현, 발파라이소 현)을 관할한다.

주기
주 문장